# Peter Držaj
Peter Držaj, slovenski partizanski zdravnik, * 26. marec 1913, Stična, † 25. december 1944, Češnjice v Tuhinju.

## Življenjepis
Držaj je diplomiral leta 1938 na Medicinski fakulteti v Zagrebu. Do izbruha druge svetovne vojne je deloval v Celju, nato pa v Ljubljani, kjer se je kmalu pridružil odporniškemu gibanju. Italijani so ga zaradi suma sodelovanja z odporniki kmalu aretirali in konfinirali v južno Italijo. Po kapitulaciji Italije se je vrnil in vključil v NOVJ. Padel je 25. decembra 1944 v bližini Češnjic v Tuhinjski dolini, ko je v vasi iskal hrano za ranjence.
Po njem se danes imenuje Bolnica dr. Petra Držaja v Ljubljani, ki je del Univerzitetnega kliničnega centra Ljubljana.